# Shirvanskaya Vodokachka
Shirvanskaya Vodokachka (del ruso: Ширванская Водокачка) es un posiólok del raión de Apsheronsk del krai de Krasnodar, en Rusia. Está situado en las vertientes septentrionales del Cáucaso Occidental, en la orilla izquierda del río Psheja (a la altura de la desembocadura en él del Neftianka), afluente del Bélaya, que lo es del Kubán, 11 km al sur de Apsheronsk y 98 km al sureste de Krasnodar, la capital del krai. Tenía 52 habitantes en 2010
Pertenece al municipio Novopoliánskoye.